# Jadzia Dax
Jadzia Dax je fiktivní postava v televizním sci-fi seriálu Star Trek: Stanice Deep Space Nine.
Jadzia Dax pochází z rasy Trillů. Je osmým hostitelem symbiontu Dax, který obdržela po náročném tréninku v roce 2367. Sloužila jako vědecký důstojník Hvězdné flotily na stanici Deep Space Nine. V roce 2374 byla zabita Gulem Dukatem v okamžiku, kdy ho ovládal jeden z Pah-Wraiths, nepřátel bytostí obývajících bajorskou červí díru.